# Ato do Parlamento
Um Ato do Parlamento é uma lei promulgada como legislação primária por um parlamento nacional ou subnacional. É no sentido amplo o equivalente a um Ato do Congresso nos Estados Unidos da América.
Em inglês da Commonwealth, o termo é utilizado ou em um sentido mais restrito, na descrição formal de uma lei aprovada em determinados territórios, ou em um sentido mais amplo (genérico) para a legislação primária aprovada em qualquer país.

## Projetos de Lei
Um esboço do Ato do Parlamento é conhecido como um projeto de lei.
Nos territórios com um sistema de Westminster, a maior parte dos projetos de lei que tenha qualquer possibilidade de tornar-se lei é introduzida no parlamento pelo governo. Isso geralmente acontece na sequência da publicação de uma "carta branca", definindo as questões e a forma na qual a proposta da nova lei pretende lidar com elas. Um projeto de lei pode ser também introduzido no parlamento sem o apoio formal de governo; isto é conhecido como um Private Member's Bill.
Nos territórios com um parlamento bicameral, um projeto de lei geralmente pode ser introduzido em qualquer uma das casas. No entanto, certos tipos de legislação são necessárias, ou por convenção constitucional, ou por lei, para serem introduzidas em uma determinada câmara. Por exemplo, projetos de lei, que criam um imposto, ou que envolvam despesas públicas, são introduzidos na Câmara dos Comuns do Reino Unido, por convenção, e na Câmara dos Comuns do Canadá (federal) e na Dáil Éireann da Irlanda como uma questão de lei. Inversamente, os projetos de lei propostos pela Comissão de Direito e projetos de lei de consolidação, têm origem na Câmara dos Lordes.
Uma vez introduzido, um projeto de lei deve passar por uma série de etapas antes que ele possa tornar-se lei. Em teoria, isto permite que as disposições do projeto possam ser debatidas em detalhes, e as alterações ao texto original do projeto possam também ser introduzidas, debatidas e aceitas.
Nos parlamentos bicamerais, um projeto de lei que foi aprovado pela câmara na qual foi introduzido é em seguida "enviado" para a outra câmara. Em linhas gerais, cada câmara separadamente deve concordar com a mesma versão do projeto. Finalmente, o projeto que recebe parecer favorável é aprovado; na maior parte dos territórios esta é apenas uma formalidade, e é muitas vezes uma função exercida pelo chefe de Estado.
Em alguns países, como na Espanha e em Portugal, o prazo para a aprovação de um projeto de lei difere dependendo se ele é iniciado pelo governo (quando é conhecido como um "projeto"), ou pelo Parlamento (uma "proposição", ou seja, uma private member's bill).